# 呂範
呂 範（りょ はん、? - 228年）は、中国後漢末期から三国時代の武将・政治家。呉に仕えた。字は子衡。豫州汝南郡細陽県（現在の安徽省阜陽市太和県）の出身。子に呂拠（次男）。

## 経歴
若い頃に県の役人となり、風采が優れていることが評判となった。郷里の豪族である劉氏の娘を妻に娶った。妻の父である劉氏は、呂範の相を見て、只者でない人物と見抜き、呂範が貧乏であったことを気にした母を説得したという。
戦乱を避けて寿春に避難し、そこで当時袁術を頼っていた孫策と出会い、孫策から高く評価されたため、呂範はそこで自分のほうから臣下の礼を執り、その場で食客100人をひきつれて孫策のもとに身を寄せた。孫策は江東にいた母親を呼び寄せるため、その使者の任を呂範に与えた。しかし、徐州牧陶謙は呂範が袁術の手先であると疑い、捕えた上で拷問を加えたため、呂範の部下や食客が役所を襲撃し、呂範の身柄を奪い返した。当時の孫策の側近としては、呂範と孫河が双璧であり、常に孫策に従い、苦楽を共にする存在であった。孫策も呂範を身内として遇し、奥に通して母親がいる座敷で酒食を振る舞ったという。
孫策の廬江侵攻に随行し、後の江東進出にも同行した。孫策が横江と当利で張英と于糜を破り、湖熟と小丹陽を手中にすると、呂範は湖熟の相となった。孫策は秣陵と曲阿を取り、劉繇と笮融の残党を傘下に収めることに成功すると、呂範に2千の兵と50の騎兵を与えた。呂範は宛陵県令となり、丹陽の不服従民を破る功績を挙げた。呉郡に戻り、孫策に願い出て都督となった（『江表伝』）。
下邳の名族である陳瑀が呉郡太守を自称し、広陵郡の海西の地に軍を集め、厳虎の残党を扇動する動きを見せると、孫策は厳虎を討伐する一方で、呂範と徐逸に命じて海西の陳瑀を攻撃させた。呂範は陳瑀の部下の陳牧の首を斬り晒した。さらに、孫策が陵陽の祖郎と勇里の太史慈を征伐すると、呂範もこれに参加した。こうして孫策が7つの県を平定すると、呂範は征慮中郎将の位を与えられた。呂範は孫策に従軍して江東を遠征し、鄱陽を攻略した。200年に孫策が死去すると葬儀に駆け付け、跡を継いだ孫権が江夏に遠征すると、張昭と共に留守を守った。
208年、曹操が攻め寄せてくると、周瑜と共に赤壁で迎え討ちこれを破った（赤壁の戦い）。裨将軍・彭沢太守に任命され、彭沢・柴桑・歴陽を奉邑として得た。後に平南将軍となり、柴桑に軍を駐屯させた。
劉備が京城を訪問すると、孫権に劉備をこのまま留め置くように進言したが、聞き入れられなかった。孫権は関羽を討伐するとき、呂範の家を通して「昔の早くに卿の言葉に従っておれば、この苦労は無かった。今から遡上してこれを取るゆえ、卿は我が為に建業を守ってくれ」と言った。
関羽を破って間も無く、孫権は武昌に遷都し、呂範を建威将軍・宛陵侯・丹陽太守に任命し、建業に役所を置かせ、扶州から海までの地域の守備を任せた。奉邑も以前のものは召し上げ、代わりに溧陽・懐安・寧国を与えた。
222年に魏が三路から侵攻してきた際には、曹丕は宛に進駐し、自ら親征軍を指揮して曹休・曹真・曹仁らに加勢した。孫権は呂範らに五軍（2〜3万人）の指揮を任せ、水軍にて曹休らを防がせ、徐盛・全琮・孫韶らを率いて洞口で魏の曹休・張遼・臧覇らの九州の26軍（10万人以上）と対峙した。前将軍に昇進し、仮節を与えられ、さらに南昌侯に改封された。しかし、船団が暴風雨に襲われ、船は相次いで転覆し、船は曹休らの軍営に流された。曹休は張遼・臧覇・賈逵・王淩らと共に呂範の船団を破り、数千人が戦死・溺死した。魏軍と戦っている際、孫朗は呂範の命に背いて火を用い、軍用資材を焼失する失策を犯す。呂範は水軍を指揮して孫朗と敗軍を江南に送り返し、自分は残って戦線を維持することに成功した。曹丕は魏軍に命じて急いで渡江させ、その際に賀斉の船団が洞口に到着すると、諸将達の軍団を賀斉軍が補填した。賀斉の軍団で魏軍に対して撃ち返し、呂範が諸将達を指揮して共に魏軍を破り、勝利に乗じて曹休と張遼などを打ち破ると、魏軍を敗退させた（『建康実録』）。洞口から江東に凱旋した呂範は、この功績により揚州牧も拝領した。
228年に大司馬に昇進するも、印綬の授与を待たずして死去した。孫権は哭礼し、印綬を遺族の元に追贈した。さらに、都が建業に戻った後に呂範の墓を訪れ、字で呼びかけると涙を流しつつ追悼したという。長男は早くに亡くなっており、次男の呂拠が跡を継いだ。

## 風貌
『呉書』によれば、容姿について｢押し出しが立派で風采が上がった｣と記している。
性格は威儀を好み、揚州の名族出身であった陸遜・全琮の如きから貴公子に及ぶまで、皆な敬意を修めて謙粛であり、軽脱しようとはしなかった、呂範に対しては丁重に振舞った。また豪奢で派手好きの性格になっており、咎める者もいたが、呂範は仕事に励み法律も尊重していたため、孫権は呂範の功績を尊び、その素行について咎めることはしなかった。

## 逸聞
孫策と碁を打っている時、呂範は孫策に軍の弛緩を指摘し、無理やり都督の職を貰えるように芝居を打ったと言う逸話がある。呂範は、退出するといきなり軍服に着替え、乗馬鞭を持って勝手に都督を自称した。孫策は、改めて都督の任を授けることにし、呂範が都督となると間もなく軍の規律はよく守られるようになったという。
若い孫権は金欲しさでたびたび公費を使い込んでは、周谷が帳簿をごまかしてやっていた。孫策はあるとき、呂範に会計事務の仕事を任せることになった。孫権は度々呂範に金の無心をしたが、呂範は必ず孫策の許可を求め、孫権には好き勝手に金を使わせなかったと言う。孫権はこのことから初め呂範を嫌っていたが、後に孫権が当主となると、呂範の節度を大いに褒めて信任したという。逆に、当時孫権のために帳簿を書き換えしていた人物は、その当時こそ孫権に気に入られたものの、後に「勝手に帳簿を書き換える人間など信用できない」ということであまり重く用いられなかった。忠実さを評価されて、信任される理由の一つとなった。
孫権は都を建業に戻して、文武大会が行われたときのこと、厳畯は、孫権が魯粛と呂範を実質以上の評価をし過ぎるのではないかと、納得できないと漏らしたことがあったので、孫権は呂範について、「奢侈を好む性格ではあったが、他の軍務に悪影響あったわけではなく、みずから軍を編成し、本来の職務も慎み励み、忠誠心にあつく清潔でまっすぐ、公への配慮があった。そこが呉漢に似ている」といった。厳畯はこれを聞いて納得した。孫権が厳畯と討論した際、呂範を光武帝の功臣の呉漢に準えている（『江表伝』）。
あるひとが「呂範と賀斉は奢侈で、服飾は帝王を僭擬してる」という。孫権「昔、管仲（管夷吾）の礼を越える事を桓公は優遇してこれを容認したが、覇業を損いはしなかった。今、子衡（呂範）・公苗（賀斉）の身には夷吾の過失は無く、ただその器械の精なるを好み、舟車を厳整しているだけだ。どちらも軍容を立派にするもの。どうしてダメなのかね」と。告げた者は再びは言おうとしなかった（『江表伝』）。

## 三国志演義
小説『三国志演義』では、風貌は若い美男子として描かれている。知的な雰囲気を漂わせ、クールで冷たい容貌を持ち、ほっそりして綺麗な体つきをしている。当初は袁術配下の軍師であったが、後に孫策と孫権の謀将・参謀として活躍する。袁術からの独立の密議を、孫策と朱治とが行なっていることを聞きつけ同心することを申し入れ、孫策の配下に加わっている。孫権の時代には、周瑜と共に婚礼のために呉を訪問していた劉備の暗殺を進言し、賈華を使い実行しようとし、事態が明らかになると賈華にその責任を擦り付けている。関羽討伐の時は占いで関羽の退路を予測する（正史で占ったのは呉範）場面が描かれる。洞口の戦いで、呂範は曹休らに大勝した。